# Bimbia
Bimbia ist eine kleine Küstenstadt im Département Fako in der Region Süd-West in Kamerun. Bimbia ist Hauptort der Gemeinde Limbé III, eine der drei Gemeinden der Stadtgemeinde Limbé (französisch: communauté urbaine). Aufgrund seiner Vergangenheit als Atlantischer Sklavenhafen steht der Ort auf der Tentativliste für das UNESCO-Welterbe.

## Geografie
Der Küstenort erstreckt sich auf einer Halbinsel etwa acht Kilometer südöstlich von Limbe an der Westküste der Bimbia Bay, in die wenige Kilometer nördlich der Bimbia River (ehemals Bimbia-Fluss), der nördlichste Stromarm im Kamerunästuar, in den Atlantik mündet. Die Bimbia Bay ist Teil der wesentlich größeren Bucht von Bonny (ältere Bezeichnung: Bucht von Biafra), die kleine Insel Nicoll's Island liegt innerhalb der Bucht. Weiter südlich läuft die Küste auf das Cape Bimbia zu. Etwas westlich liegen das Cape Nachtigal und die Man'O War Bay. Östlich und nordöstlich erstreckt sich das Gemeindegebiet über den Bimbia River hinaus weiter an der Mangrovenküste der Kamerun-Mündung. Der Boden ist vulkanischen Ursprungs und damit sehr fruchtbar.

## Geschichte

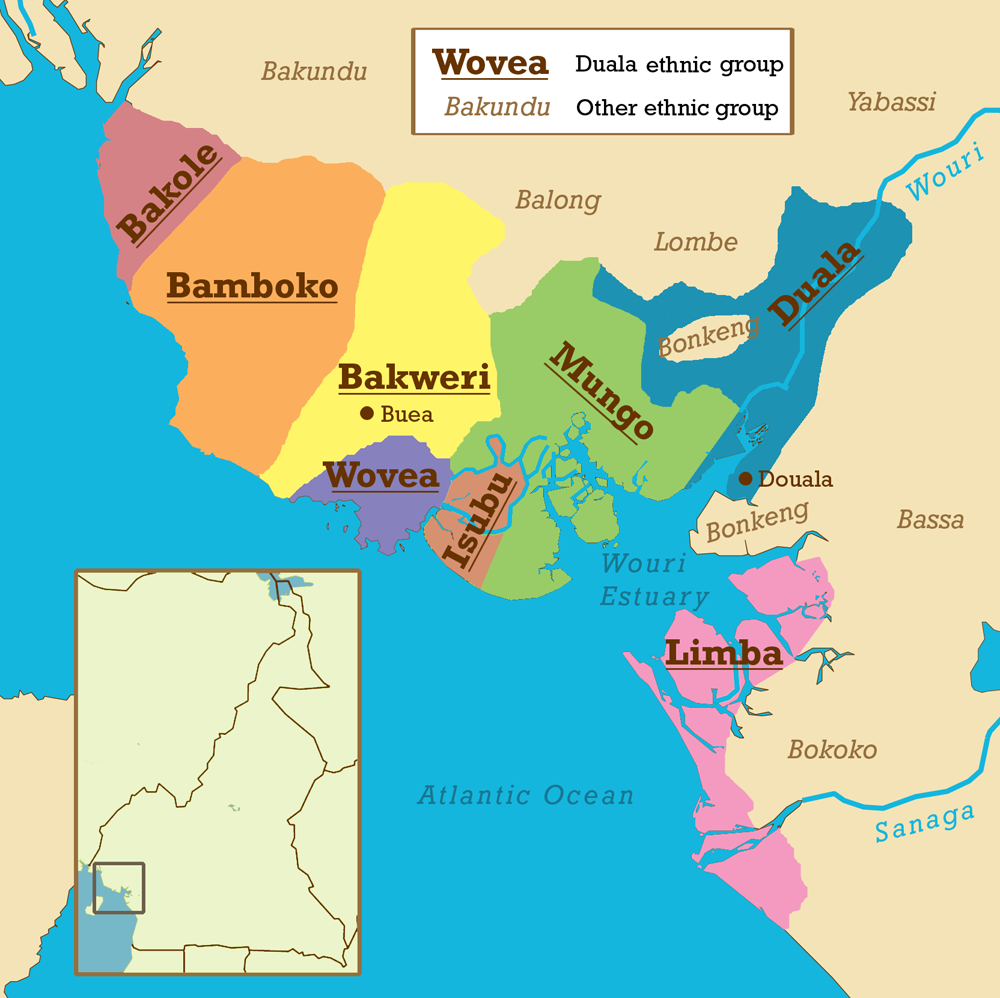
Ethnische Gruppen in der Gegend um Douala im 19. Jahrhundert.

Die Gegend um Bibundi wurde von der ethnischen Gruppe der Isubu (auch: Subu) besiedelt, die – nach ihrer mündlichen Überlieferung – aus der Gegend um den Kamerunberg eingewandert waren. Einer ihrer lokalen Herrscher hieß Mbimbi, was dazu führte, dass das Gebiet den Namen Bimbia erhielt.
Um 1475 erreichten portugiesische Händler die Wouri-Mündung und in den nächsten Jahrzehnten kamen weitere Europäer, um dort Handelsposten zu errichten. Die Isubu agierten als Zwischenhändler für Elfenbein, Kolanüsse und Paprika aus dem Landesinneren. Die wichtigste Handelsware waren allerdings Sklaven, die zunächst hauptsächlich für Plantagen auf nahe gelegenen Inseln wie Annobón, Fernando Póo, São Tomé und Príncipe bestimmt waren. Der Handel wurde von den lokalen Herrschern kontrolliert und Bimbia war zu dieser Zeit die primäre Siedlung der Isubu. Als Hafen für die Verschiffung wurde auch die kleine Bucht Dikulu Bay (früher: Dikolo) etwas östlich von Bimbia genutzt.
Mitte des 19. Jahrhunderts dominierten britische Händler, deren Regierung die Sklaverei mittlerweile verboten hatte. Das Verbot setzte sich durch und der derzeitige lokale Herrscher, genannt König William (englisch: William I. of Bimbia), dessen Souveränität die Händler in der Region anerkannten, unterzeichnete 1844 und 1848 Anti-Sklaverei-Verträge, die ihm für den Verzicht auf den Sklavenhandel Geld und jährliche Ausgleichslieferungen an Alkohol, Waffen, Textilien und anderen Waren sicherten. Durch den Schutz dieser Verträge wurde Bimbia zu einem Zufluchtsort für repatriierte Sklaven und Flüchtlinge aus dem illegalen Handel, der noch weitere Jahre andauerte.
Neben den Handelsbeziehungen waren die Briten bemüht, ihren Einfluss auch durch das Missionswesen auszuweiten. Nach anfänglicher Ablehnung erhielt der Missionar Joseph Merrick von König William 1844 die Erlaubnis zum Bau einer Kirche und Schule in Bimbia. Merrick starb 1849, jedoch waren in der Zwischenzeit weitere Missionare, etwa Alfred Saker, der spätere Gründer von Limbe (früher: Victoria), und Joseph Jackson Fuller in Bimbia eingetroffen und führten das Missionswerk fort.
Ab 1860 hatten auch deutsche, französische und spanische Kaufleute in der Gegend Fuß gefasst und schwächten das britische Monopol und die Macht der lokalen Herrscher. Als der junge König William 1878 die Nachfolge seines Vaters antrat, war er faktisch machtlos.
Im März 1884 wurde der deutsche Diplomat und Afrikaforscher Gustav Nachtigal zum Reichskommissar für die westafrikanische Küste ernannt. Nachtigal schiffte sich auf dem Kanonenboot Möwe ein und nahm im Juli 1884 Flaggenhissungen an mehreren Orten der westafrikanischen Küste vor, so auch in Bimbia. Als am 12. Juli 1884 offiziell das deutsche Protektorat über Kamerun ausgerufen wurde, war die Umgebung von Limbe und Bimbia zunächst aber nicht Teil der deutschen Kolonie, sondern blieb in britischer Verwaltung.
Erst am 7. Mai 1886 einigten sich Großbritannien und das deutsche Reich darauf, das Gebiet gegen deutsche Rechte an der Niger Mündung und am St.-Lucia-See in KwaZulu-Natal auszutauschen. Am 28. März 1887 wurde die Gegend an die deutsche Verwaltung übergeben. Zur gleichen Zeit kauften Schweizer presbyterianische Missionare das Land 1887 von der Baptist Missionary Society, die hier vorher aktiv war. In der Kolonialzeit behielt Bimbia seine Bedeutung als Handelshafen und Sitz verschiedener Faktoreien. Zu dieser Zeit wurde die Ansiedlung als aus drei Dörfern bestehend beschrieben. Weite Flächen der Umgebung waren im Besitz der Plantagengesellschaft Woermann und Thormählen mit dichtem Urwald und großem Wildbestand. Nicoll's Island gehörte zum Besitz des Hamburger Handelshauses C. Woermann.
Im Zuge der Aufteilung des deutschen Kolonialgebiets nach Ende des Ersten Weltkriegs wurde das Gebiet bis 1960 Teil des französisch Kolonialreichs in Zentralafrika.
Heute ist Bimbia immer noch vor allem landwirtschaftlich geprägt mit einigen zaghaften Versuchen der Tourismuswirtschaft. Das staatliche Unternehmen CDC (Cameroon Development Corporation) unterhält in der Gegend zahlreiche Palmölplantagen. Weiterhin prägt die Subsistenzlandwirtschaft von Kochbananen, Makabos, Maniok und Kartoffeln die Umgebung.
Im Jahr 2005 betrug die Einwohnerzahl der Gemeinde 8254 Einwohner.
2007 wurde Bimbia Hauptort der Gemeinde Limbé III. Bimbia ist weiterhin auch Garnisonsstandort des Rapid Intervention Battalions (RIB), einer Eliteeinheit der kamerunischen Streitkräfte.

## Bimbia als Kandidat für das UNESCO-Welterbe
Unter dem Namen Bimbia und zugehörige Standorte (französisch: Bimbia et ses sites associés) ist der Ort seit 2018 erneut auf der Tentativliste für das UNESCO-Welterbe. Die ursprüngliche Bewerbung stammt von 2010. Seitdem ist der Ort auch Anziehungspunkt vieler kamerunischer Amerikaner (sog. Camericans), die ihre Familiengeschichte auf Vorfahren aus Kamerun zurückführen können.

## Infrastruktur
Eine einzige befestigte Straße führt von Bimbia zum Stadtzentrum von Limbe. Ansonsten liegt der Ort sehr isoliert ohne Zugang zum weiteren Verkehrswegenetz Kameruns.

## Ansichten von Bimbia

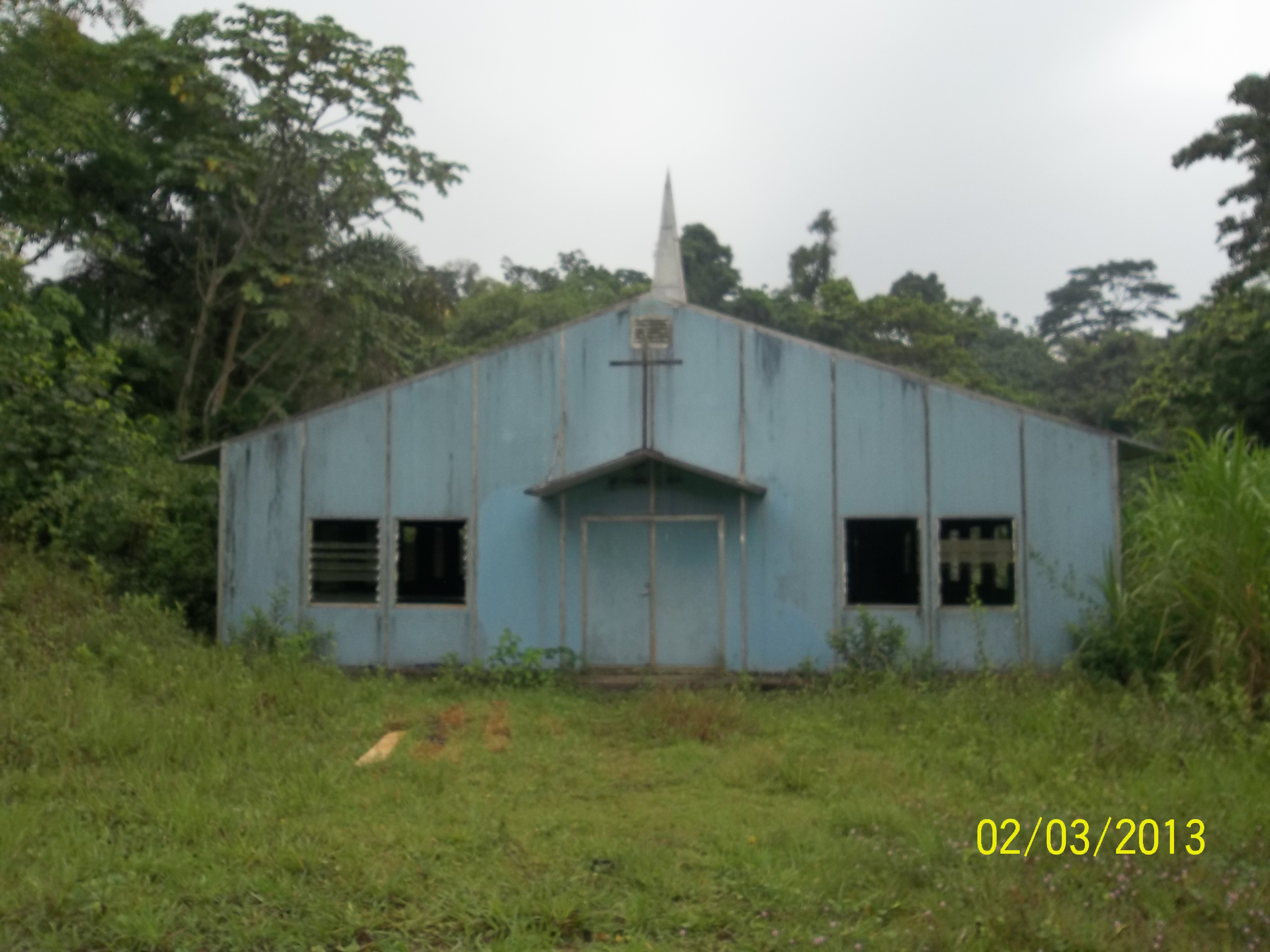
Kirche in Bimbia
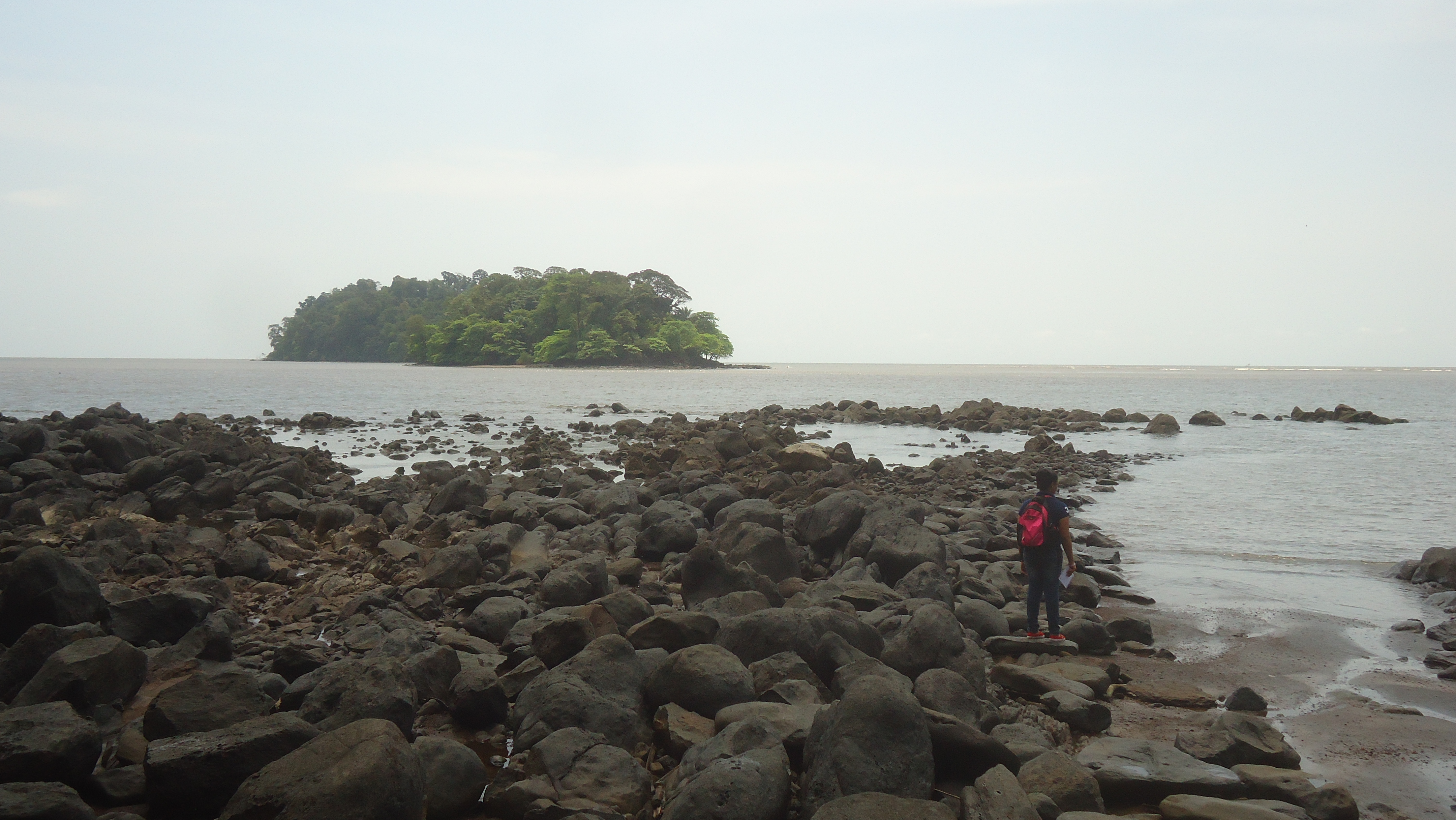
Nicoll's Island
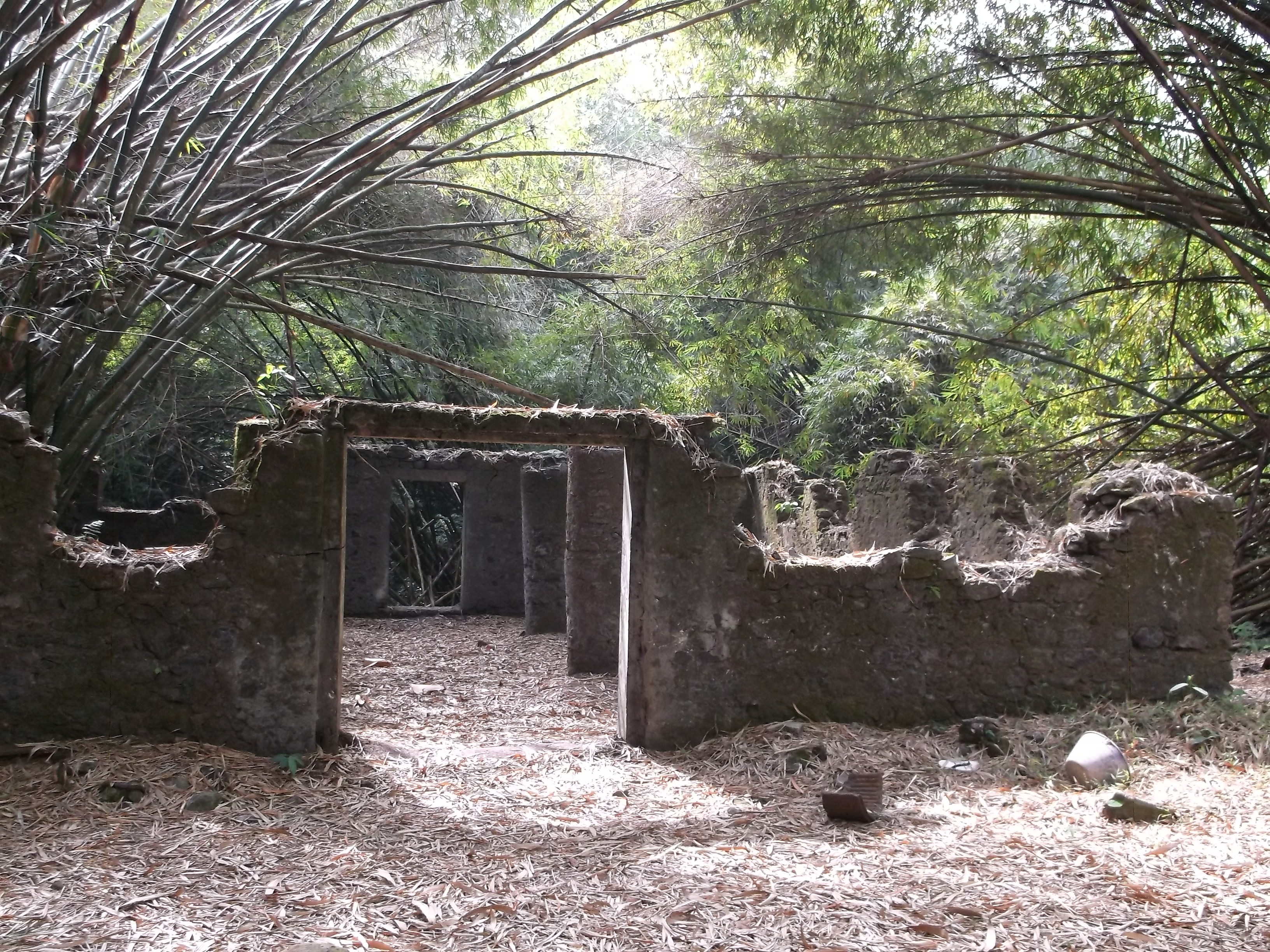
Ruinen von Sklavenhütten
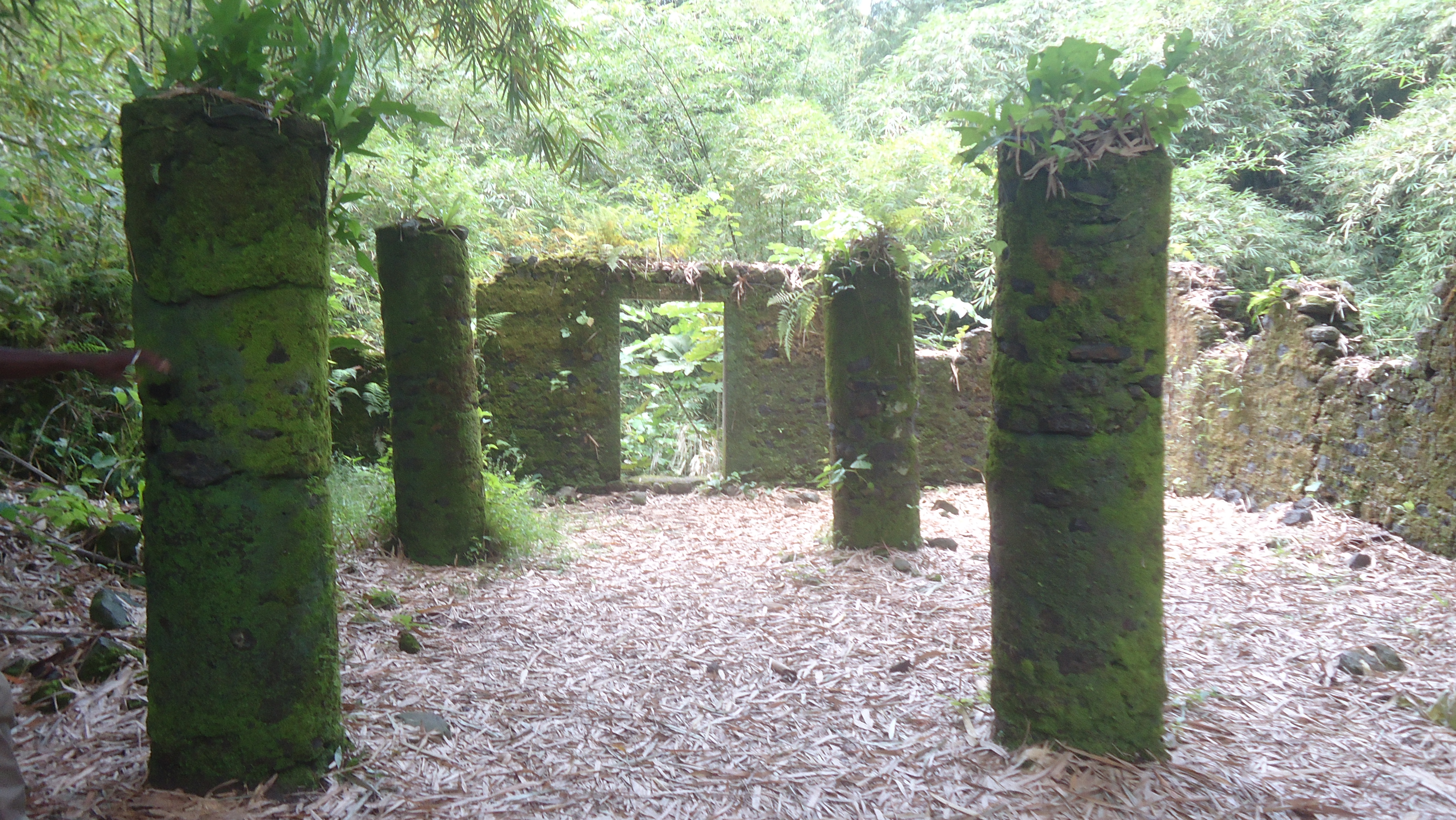
Ehemaliges Gefängnis für aufsässige Sklaven
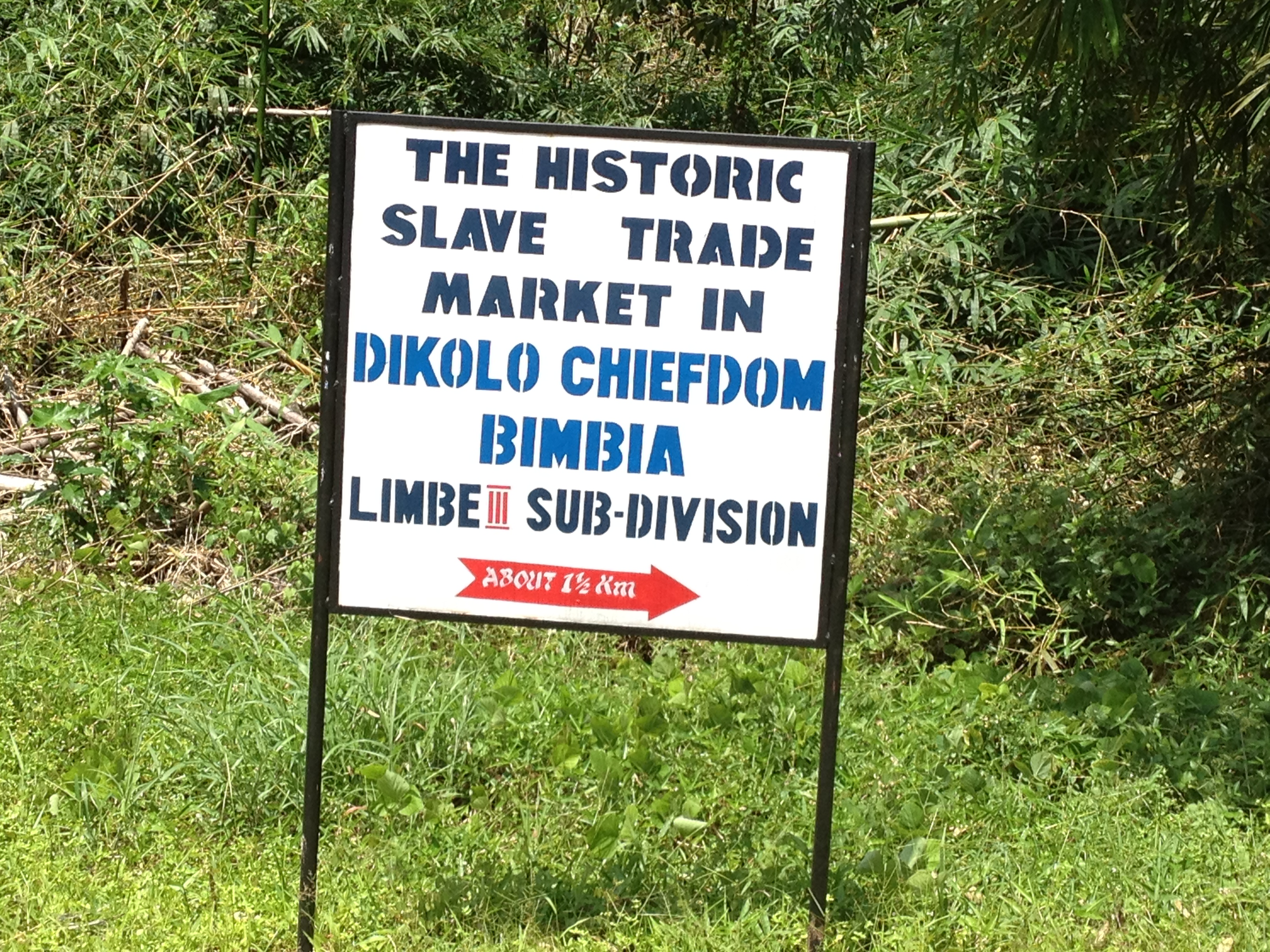
Hinweisschild für den Sklavenhafen
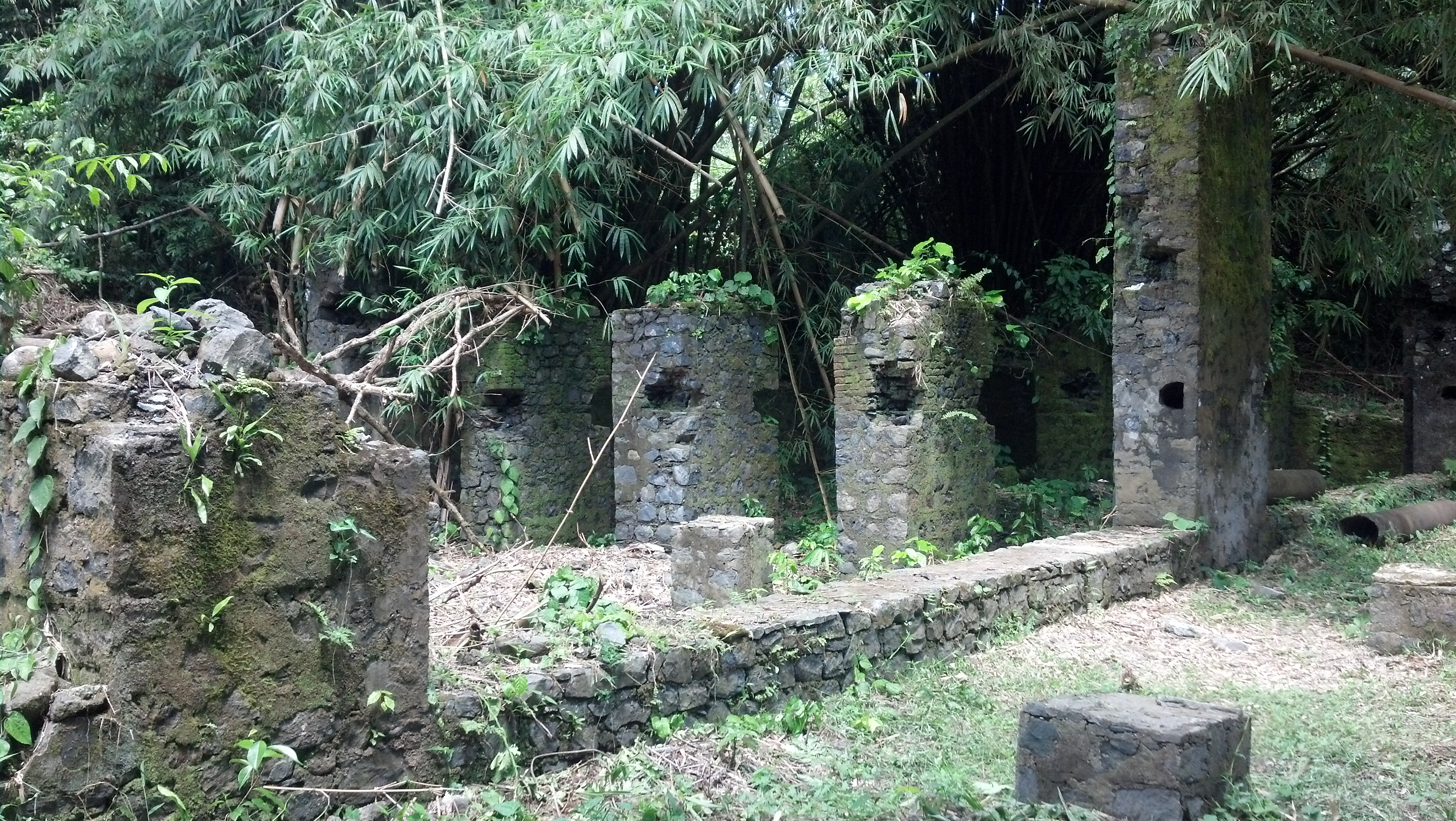
Ruinen am ehemaligen Sklavenhafen